# Gotthard-Strassentunnel
Der Gotthard-Strassentunnel (italienisch Galleria stradale del San Gottardo) ist mit 16,9 Kilometern Länge der viertlängste Strassentunnel der Welt und der längste Strassentunnel in den Alpen. Der Tunnel ist Teil der Schweizer Nationalstrasse A2 von Basel nach Chiasso. Die Autostrasse verbindet Göschenen im Kanton Uri mit Airolo im Kanton Tessin. Das Nordportal bei Göschenen liegt auf 1080,27 m ü. M., das Südportal bei Airolo auf 1145,57 m ü. M. Er wurde von 1970 bis 1980 erbaut und am 5. September 1980 durch Bundesrat Hans Hürlimann eröffnet. Der Gotthard-Strassentunnel ist der wichtigste Schweizer Korridor für Autos durch die Alpen (für die Eisenbahn gibt es inzwischen den Gotthard-Basistunnel). Im Jahr 2012 wurde er durchschnittlich von 17'061 Fahrzeugen pro Tag befahren, wovon 15 Prozent schwere Lkw waren. Die Verkehrsbelastung schwankt im Tagesgang und saisonal stark. Beispielsweise passierten an Spitzentagen im August 2012 über 34'000 Fahrzeuge den Tunnel.

## Geschichte

### Vorgeschichte
Die ersten Pläne Ende der 1950er Jahre gingen noch von zwei Tunnel aus. Der eigentliche Gotthardtunnel wäre zwischen Urserental und Airolo gebaut worden, ein zweiter hätte die Schöllenenschlucht umfahren. Im ersten Nationalstrassennetz, 1960 vom Parlament beschlossen, war noch keine Gotthard-Verbindung vorgesehen. Es wurde aber in der Folge schon im selben Jahr eine parlamentarische Motion eingereicht, eine wintersichere Strassenverbindung in Form eines zweiten Gotthardtunnels zu prüfen. Die in der Folge einberufene «Studiengruppe für eine wintersichere Strassenverbindung durch den Gotthard» lieferte 1963 ihren Bericht ab. Dieser Bericht führte dazu, dass der Gotthard-Strassentunnel ins Netz der Nationalstrassen aufgenommen wurde. Es wurde unter vier eingeladenen Ingenieurbüros ein beschränkter Wettbewerb ausgetragen. Dabei wurden 16 Projektvarianten ausgearbeitet. Zwei davon wurden 1968 öffentlich ausgeschrieben, aufgrund der eingegangenen Unternehmensofferten wurde dann ausgewählt. Dieses Projekt entsprach weitgehend der heute gebauten Form, einzig der Sicherheitsstollen war darin nicht vorgesehen. Dieser kam auf Betreiben der beiden schweizerischen Automobilverbände (ACS und TCS) zustande.

### Zweite Röhre
Parallel zum Strassentunnel wurde ein Rettungsstollen erstellt, der als Vorleistung für einen späteren Ausbau auf vier Fahrspuren betrachtet wurde. Der Vollausbau wurde aus Kostengründen zurückgestellt; erst bei entsprechendem Bedarf sollte die zweite Röhre ganz ausgebrochen und als Verkehrstunnel ausgerüstet werden. Aufgrund der hohen Anzahl von Lastwagen, die die Gotthardachse und deren Zufahrtsstrassen nutzte, wurde ein Ausbau auf politischem Wege blockiert und die Verlagerungspolitik des Bundesrates schliesslich im Februar 1994 durch den Volksentscheid zur Alpen-Initiative bestätigt. 2001 wurde mit der Avanti-Initiative ein Volksbegehren eingereicht, das den Ausbau der zweiten Gotthardröhre zum Ziel hatte. Begründet wurde das Ansinnen mit den regelmässigen Staus vor den Tunnelportalen, mit Sicherheitsargumenten und mit der anstehenden Sanierung der bestehenden Röhre. Der Gegenentwurf des Parlaments zur zurückgezogenen Avanti-Initiative wurde aber im Februar 2004 vom Volk abgelehnt.
Anfang August 2008 verkündete das Bundesamt für Strassen (ASTRA), dass der Tunnel im Zeitraum 2020 bis 2025 saniert werden müsse. Dafür müsse er entweder für 900 Tage am Stück geschlossen werden oder während 3½ Jahren für jeweils 280 Tage, wobei der Tunnel zwischen Ende Juni bis Mitte September für den Hauptreiseverkehr zur Verfügung stehen würde. Lösungen wären auch ein Autoverlad und die Rollende Landstrasse, wobei von Vorteil wäre, dass im Jahr 2016 der Gotthard-Basistunnel der Bahn eröffnet werde.
Anstatt Teilsperrungen, Umleitungen oder Autoverlad empfahl der Bundesrat am 27. Juni 2012, dass eine zweite Röhre des Gotthard-Strassentunnels gebaut werden solle. So würde möglich, die erste Röhre für die mehrere Jahre dauernde Sanierung komplett zu schliessen. Dieser Ausbau wurde mit der steigenden Sicherheit begründet. Die Bauzeit wurde in den Planungen mit 2020 bis 2027 angegeben, die Kosten lägen bei 2,8 Milliarden Schweizer Franken, eine Milliarde Franken mehr als bei einer reinen Sanierung. Am 26. September 2014 verabschiedeten Ständerat und Nationalrat ein Gesetz, das den Bau einer zweiten Tunnelröhre ermöglichte. Hiergegen ergriffen 75'872 Stimmberechtigte das Referendum  (erforderlich sind 50'000 Stimmberechtigte). Die Gesetzesänderung und damit der Bau einer zweiten Röhre wurde in der Volksabstimmung vom 28. Februar 2016 mit einem Ja-Stimmen-Anteil von rund 57 Prozent angenommen. Die Vorarbeiten für die zweite Röhre begannen im Frühjahr 2020, die Bauarbeiten wurden im Frühling 2021 in Angriff genommen; das ASTRA rechnete mit einer Bauzeit von sieben Jahren. Danach wird der Verkehr durch die neue Röhre geführt, anschliessend die alte Röhre für etwa drei Jahre saniert. Danach werden beide Röhren im Einspurbetrieb eröffnet. Am 1. August 2021 wurden Infozentren in Göschenen und Airolo in Betrieb genommen. Sie dienen der öffentlichen Information über die Baustelle. Der symbolische erste Spatenstich erfolgte aufgrund der Covid-19-Pandemie erst nachträglich am 29. September 2021. Mit den Tunnelbohrungen sollte nach damaligen Plänen 2024 begonnen werden, der Durchschlag war für 2026 geplant. Die Gotthardleitung (Hochspannungs-Stromleitung), welche derzeit noch über den Gotthardpass verläuft, soll in einen Betonkanal unter dem Pannenstreifen der neuen Röhre verlegt werden.
Danach soll die erste Röhre für eine Sanierung ungefähr drei Jahre geschlossen werden.
Voraussichtlich ab 2033 werden beide Röhren mit jeweils einer Fahrbahn zur Verfügung stehen. Die reale Kapazität wird durch die nicht mehr nötigen Sperrungen zum Ändern der Fahrtrichtung, nach Unfällen und Pannen und auch für Wartungsarbeiten erheblich erhöht.
2017 vereinbarten der Bund und der Kanton Tessin eine Einhausung der Autobahn und das Auffüllen des Geländes mit dem Ausbruchmaterial auf rund einem Kilometer Länge. Weiteres Ausbruchmaterial soll über die Gotthardbahn abtransportiert und zur Renaturierung von Flachwasserzonen im Urnersee verwendet werden.
Am 14. Februar 2025 wurde feierlich der Vortrieb der beiden Tunnelbohrmaschinen von Göschenen und Airolo begonnen. Dabei war nach einem Vortrieb von 18 Metern pro Tag, ein Durchschlag im Jahr 2027 und eine Verkehrsfreigabe im Jahr 2030 vorgesehen. Auf der Südseite kam es von Beginn an zu Problemen, da das Gestein zu brüchig war. Ab dem 23. Juni 2025 stand die von der Südseite eingesetzte Tunnelbohrmaschine still. Sie war nur 195 Meter statt gut einen Kilometer weit vorgestossen. Das Bundesamt für Strassen hielt den Verzug für aufholbar und hielt am Zeitplan fest. Das Bundesamt für Strassen teilte am 7. Juli 2025 eine kurzfristige Umstellung auf Sprengvortrieb, der Mehrkosten von bis zu 20 Millionen Franken verursache, mit.
Auch mit zwei Röhren darf nur je eine Spur pro Richtung genutzt werden, weil gemäss Artikel 84 der Bundesverfassung die Strassenkapazität im Alpengebiet nicht erhöht werden darf. Eine allfällige Lockerung dieser Bestimmung und damit eine Verfassungsänderung untersteht dem obligatorischen Referendum.

### Unfälle und Schäden
Zwischen 1980 und Ende 2004 ereigneten sich insgesamt 875 Unfälle mit 30 Toten; der schwerste davon am 24. Oktober 2001, als es durch den Zusammenstoss zweier Lastwagen zu einer Brandkatastrophe kam. Elf Menschen starben bei dem Unglück, welches durch einen betrunkenen Lkw-Fahrer ausgelöst worden war. Der Tunnel war zwei Monate lang für die Sanierungsarbeiten geschlossen, und kurzzeitig wurde wieder eine Bahnverladung für Personenwagen in Betrieb genommen. Bis zur vollständigen Reparatur wurden Lkw aus Sicherheitsgründen nur durch den Eisenbahntunnel transportiert.
Seit 2002 sind die Unfallzahlen erheblich zurückgegangen: Laut dem Bundesamt für Strassen (ASTRA) ereigneten sich seit der Sanierung nach der Brandkatastrophe 2001 zwischen 7 und 14 Unfälle pro Jahr, zuvor hatten die Zahlen noch zwischen 44 und 68 Unfällen jährlich gelegen (im Zeitraum 1995 bis 2001).
Der letzte grössere Unfall mit Todesopfern ereignete sich im Dezember 2017: Ein Auto mit deutschem Kennzeichen war in den Gegenverkehr geraten und mit einem Lkw zusammengestossen. Es gab 2 Tote und 5 Verletzte.
Am 10. September 2023 wurde der Tunnel wegen herabfallender Betonbrocken für den Verkehr gesperrt. Die Zwischendecke wird vor allem in den Portalbereichen streng überwacht, da die bekannte dortige Korrosion bis ins Jahr des Sanierungsbeginns ca. 2029 genügend aufgehalten werden muss, doch ging das ASTRA beim Ereignis vom September 2023 von Spannungsumlagerungen im Gebirge als Ursache für die Schäden aus, die zu lokalen Druckveränderungen geführt hatten. Die Zwischendecke wurde auf 25 Metern Länge durch eine Stahlkonstruktion ersetzt und der Tunnel am 15. September wieder geöffnet.

## Bauwerk
Die etwa 17 Kilometer lange Tunnel-Röhre ist zwischen den Portalen in einem Bogen nach Westen geführt, der maximal 2400 Meter von der direkten geraden Verbindung zwischen den Portalen abweicht. Diese Linienführung wurde gewählt, um die Lüftungsschächte von der Passstrasse aus zugänglich zu machen und um einem geologisch schwierigen Gebiet im Urserental auszuweichen.
Der Ausbruch erfolgte vom Norden und Süden her im Sprengvortrieb grösstenteils im Vollausbruch. Der Sicherheitsstollen wurde vor dem Haupttunnel ausgebrochen und diente so auch als Erkundungsstollen für den Haupttunnel. An einigen Stellen musste aus Sicherheitsgründen beim Haupttunnel mit Teilausbruch gearbeitet werden. Dies waren die ersten 160 Meter auf der Nordseite, wo die Abraumhalde des Gotthardbahntunnels durchquert wurde. Auch die spitzwinklige Unterquerung des Bahntunnels bei Kilometer 1 erforderte spezielle Massnahmen, da nur ein kleiner vertikaler Abstand bestand. Wegen der möglichen Auswirkungen auf den Bahntunnel durfte nur mit schwachen Sprengladungen und mit Teilausbruch gearbeitet werden, da der Bahntunnel während der ganzen Bauzeit im Betrieb war. An dieser Stelle wurde ein Zwischenangriff vom Sicherheitsstollen eingerichtet. Ab Kilometer 2,3 musste auf Kalottenausbruch umgestellt werden, da der zerklüftete Granit Schwierigkeiten bereitete. Auch zwischen dem Kilometer 4,135 und 4,435 erforderte das Durchfahren der Sedimentformation des Mesozoikums und Permokarbons einen Teilausbruch. In dieser Zone gab es auch Probleme mit dem Sicherheitsstollen; die Bauzeit des Sicherheitsstollens für diese kurze Strecke betrug rund ein Jahr. Auf der Südseite gab es eine Zone mit Tremolaschiefer, in der nur ein Teilausbruch ausgeführt werden konnte. Auch die 345 Meter lange Druckzone zwischen Kilometer 11,03 und 11,375 in Paragneisen erforderte zusätzliche Massnahmen, weshalb dort vom Sicherheitsstollen aus ein Vorangriff eingerichtet wurde. Beim Portal Airolo wurde ein rund 30 Meter langer Tunnelabschnitt zwischen der Lüftungszentrale und der eigentlichen Felsstrecke in offener Bauweise erstellt, welcher nachträglich mit bis zu 17 Meter Material wieder eingedeckt wurde.
Der Ausbruchquerschnitt betrug 69 bis 96 Quadratmeter, ausser in zwei ungefähr dreihundert Meter langen geologisch schwierigen Zonen, wo bis 130 Quadratmeter ausgebrochen wurden. Parallel zum Haupttunnel in dreissig Meter Entfernung gegen Osten wurde der Sicherheitsstollen ausgebrochen, der am 26. März 1976 durchschlagen wurde. Einige Monate später, am 16. Dezember 1976, erfolgte der Durchschlag der Kalotte des Haupttunnels. Der durchschnittliche tägliche Baufortschritt betrug 6 Meter. Bei den Bauarbeiten kamen 19 Bauarbeiter ums Leben.
Der Gotthardtunnel weist sechs Lüftungszentralen auf: zwei befinden sich bei den Portalen, die anderen sind beim Bäzberg , bei Hospental , an der Passstrasse, wo der Guspisbach in die Gotthardreuss mündet , und bei Motto di Dentro . Frischluft und Abluft werden im Deckenraum über der Strasse zu- und abgeführt.
Aufgrund der grossen Überdeckung beträgt die Temperatur im Tunnel auch im Winter bis zu 35 °C.
Das Südportal des Tunnels ist ein Werk des Tessiner Architekten Rino Tami.
Um den Tunnel im Verteidigungsfall unpassierbar zu machen, waren ursprünglich nahe dem Südportal ca. drei Tonnen Sprengstoff in die Röhre eingebaut. Dieser wurde nach dem Unglück 2001 entfernt.

## Verkehr
| Durchfahrten                | Durchfahrten    |
| --------------------------- | --------------- |
| Total Fahrzeuge (1980–2004) | ca. 131,00 Mio. |
| Fahrzeuge pro Jahr (1980)   | ca. 002,90 Mio. |
| Fahrzeuge pro Jahr (2004)   | ca. 006,00 Mio. |
| Lastwagen pro Jahr (1980)   | ca. 000,33 Mio. |
| Lastwagen pro Jahr (2004)   | ca. 001,24 Mio. |

Mit der Tunneleröffnung wurde 1980 der zuvor betriebene Autoverlad durch den Eisenbahntunnel eingestellt. Der Gotthard-Strassentunnel wurde zum wichtigsten Schweizer Alpenübergang mit 171'000 Lastwagenfahrten im Jahr 1981. Bereits 1990 querten mehr als eine halbe Million Lastwagen die Alpen auf der Gotthardroute, und in den folgenden zehn Jahren hat sich der Verkehr mit 1'187'000 Lkw-Fahrten nochmals mehr als verdoppelt. Durch die Tunnelsperrung 2001 nach einem Unfall und anschliessender Einführung von Dosiersystemen ging die Zahl in den folgenden Jahren zurück.
Im Jahr 2009 nutzten ihn 6,1 Millionen Fahrzeuge; das entspricht durchschnittlich etwa 16'700 pro Tag oder 700 Fahrzeugen pro Stunde. 2007 hatten 15 Prozent der Fahrzeuge deutsche Autokennzeichen.
In der einzigen Strassenröhre herrscht Gegenverkehr: pro Fahrtrichtung steht eine Spur zur Verfügung, die zulässige Höchstgeschwindigkeit beträgt 80 km/h und das Überholen ist für alle Fahrzeuge verboten. Lastwagen müssen im Tunnel einen Sicherheitsabstand von 150 m einhalten. Um dies sicherzustellen, werden sie im sogenannten Tropfenzählersystem in den Tunnel eingelassen.
Zu Ferienzeiten führt die erhöhte Verkehrsbelastung regelmässig zu Staus vor den Tunnelportalen. Wer diese Staus umfahren will, kann im Sommer den Gotthardpass benutzen. Die Polizei sperrt bei Stau die Auffahrten zur A2 in Airolo und in Göschenen, um zu verhindern, dass ungeduldige Autofahrer den Stau auf der Kantonsstrasse zu umfahren versuchen.

### Gebühren
Da der Gotthard-Strassentunnel zum schweizerischen Nationalstrassennetz gehört, genügt für seine Durchfahrung die jährliche Vignette; es werden keine zusätzlichen Mautgebühren erhoben. Zur Beschränkung des  Schwerverkehrs wurden ab 2007 Lösungen wie eine Alpentransitbörse vorgeschlagen. Mit einer Alpentransitbörse sollte die Zahl der Fahrzeuge und die Auslastung so effizient wie möglich gesteuert werden. Der Bund erhielt vom Parlament 2008 den Auftrag dazu. Das Verlagerungsziel der Schweiz ist, dass der über die Begrenzung hinausgehende Lkw-Verkehr auf die Schiene gebracht wird.

### Sicherheit
In Abständen von etwa 750 Metern sind wechselseitig Pannenbuchten von 3 Metern Breite und 41 Metern Länge vorhanden. Alle 250 Meter gibt es Schutzräume mit permanenter Überdruckbelüftung, die 60 Personen aufnehmen können und mit dem Rettungsstollen verbunden sind. Dieser liegt östlich des Strassentunnels in einem Achsabstand von etwa 30 Metern und ist 2,6 Meter breit sowie maximal 3,1 Meter hoch. Alle 125 Meter sind Feuerlöscher und Notruftelefone installiert. Alle 20 Minuten werden die UKW-Programme unterbrochen und es folgt eine Durchsage auf Deutsch, Italienisch, Französisch und Englisch.

### Tropfenzählersystem

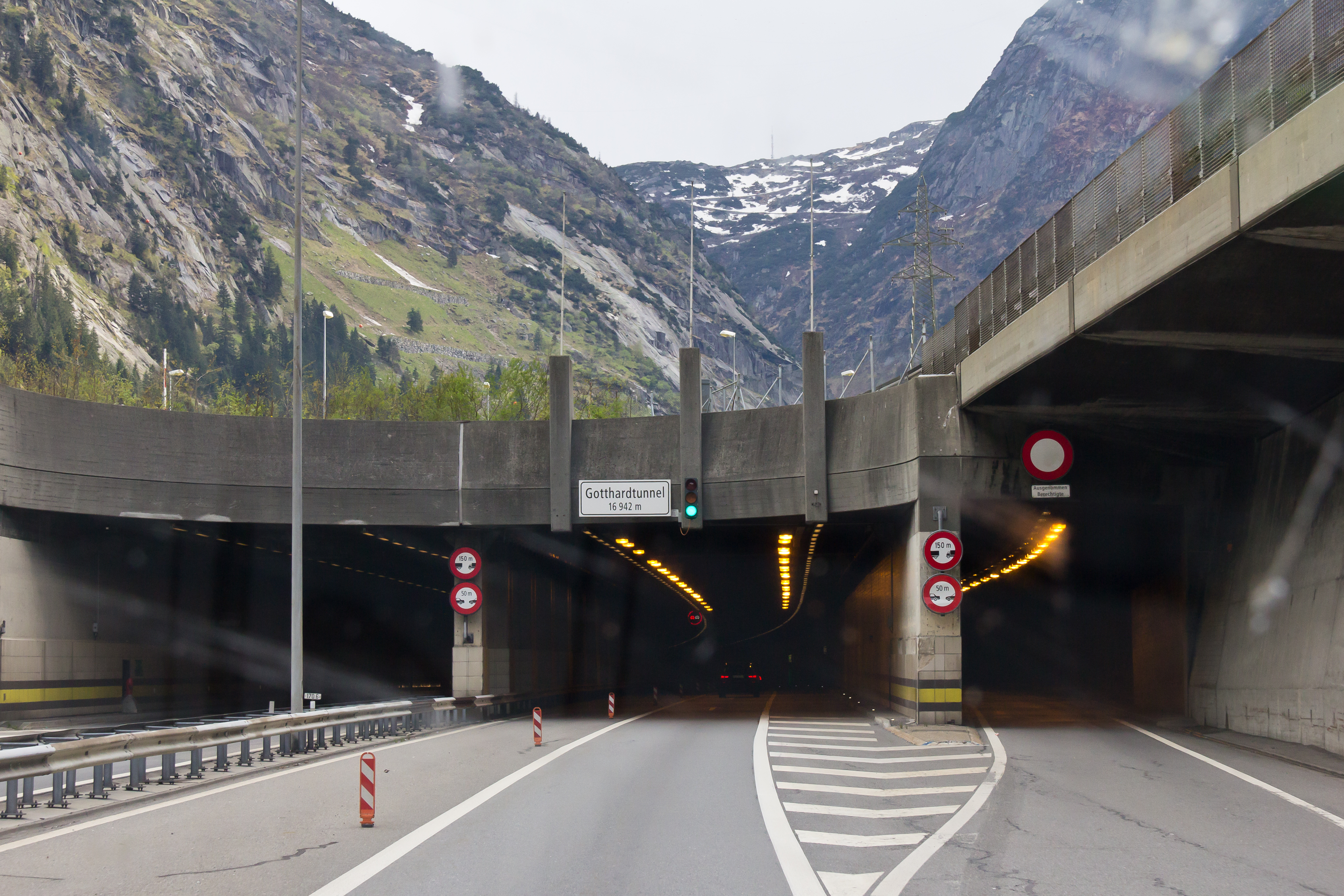
Nordportal bei Göschenen

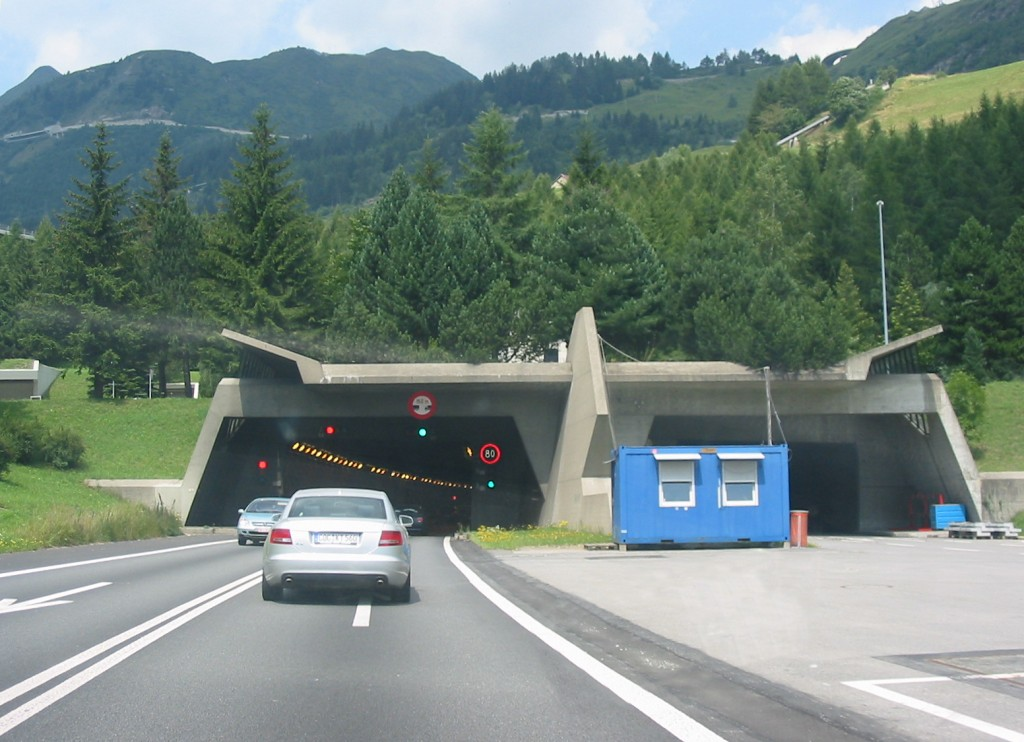
Südportal bei Airolo, rechts der Eingang zum Rettungsstollen

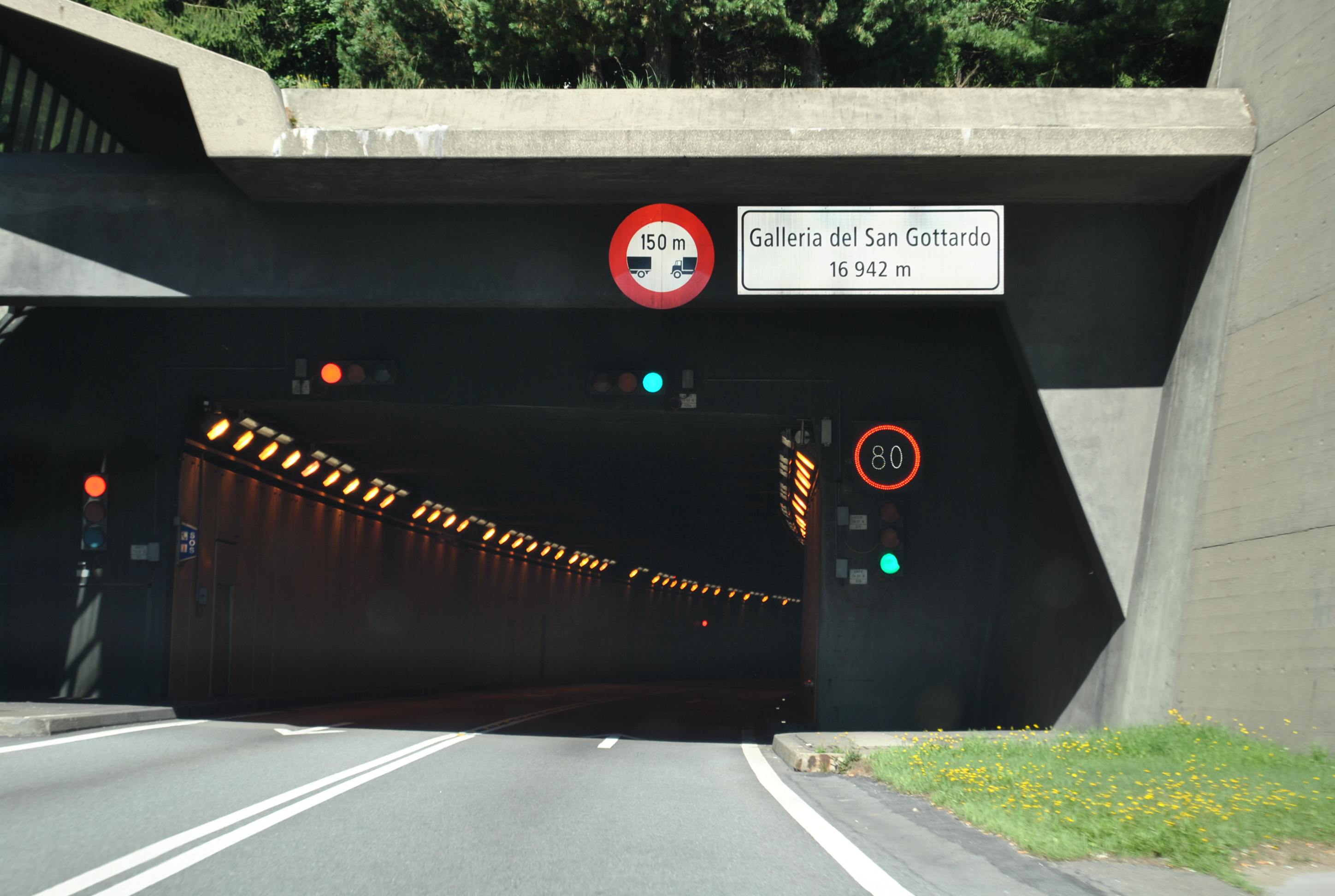
Südportal bei Airolo mit Gesamtlänge

Um einen Sicherheitsabstand der LKW von rund 150 m zu gewährleisten, wird die Zufahrt für LKW auf beiden Seiten seit 2002 über Ampeln gesteuert, die jeweils zwei bis drei LKW pro Minute von einem kleinen Warteraum bei der Tunneleinfahrt losfahren lassen. Schwerverkehr vom und ins Tessin darf direkt zu diesen Warteräumen fahren, während der Transitverkehr auf grösseren Warteräumen im Tal gepuffert wird. Mit diesem System wird die Durchfahrt auf maximal 3000 bis 3500 LKW pro Tag beschränkt, nachdem vormals bis zu 5500 LKW-Fahrten pro Tag gezählt worden waren.
Nördlich von Luzern befindet sich beim Parkplatz Knutwiler Höhe ein temporärer Warteraum, der bei Bedarf aufgestellt wird. Um bei aktiviertem Warteraum den Rückstau auf die Fahrspuren zu vermeiden, wurde 2010 im Bereich Knutwiler Höhe der Standstreifen der Autobahn verbreitert.
Im Kanton Uri wurde 2009 ein Schwerverkehrszentrum (SVZ) in Ripshausen bei Erstfeld eingerichtet. Dort werden Kontrollen von der Polizei durchgeführt. Zudem befindet sich dort ebenfalls ein Tropfenzählersystem.
Im Kanton Tessin wurde 2022 ein Schwerverkehrskontrollzentrum (SVKZ) in Giornico eröffnet.